# Rivoli-Kino-Center
Das Rivoli-Kino-Center in Hannover, teils auch Rivoli-Lichtspiele genannt, zählte im 20. Jahrhundert zu den sieben großen Premieren-Kinos, die der heutigen niedersächsischen Landeshauptstadt den Status einer Kinometropole einbrachten.

## Geschichte
Die Rivoli-Lichtspiele am – heutigen – Platz Am Steintor zählten schon in den 1930er Jahren zu den großen Sieben in Hannover – darunter das Metropol-Theater in der Oberstraße, das Residenz-Theater unter der Adresse Am Mittelfelde, der UFA-Palast am sogenannten „Aegi“, dem Haus der Weltspiele sowie dem Palast-Theater.
Am 28. September 1965 wurde während der Uraufführung der Romanverfilmung von Karl Mays Durchs wilde Kurdistan im Rivoli-Kino die Goldene Leinwand als Filmpreis für mehr als 3.000.000 Zuschauer innerhalb von 12 Monaten verliehen.
Am 15. Dezember 1966 wurde im Rivoli erstmals das Darsteller-Gastspiel zum Film Winnetou und sein Freund Old Firehand gegeben – mit Harald Leipnitz als Bösewicht in der Premierenmannschaft – einen Tag, bevor die Uraufführung im traditionellen Premierenhaus gezeigt wurde, am 16. Dezember im Mathäser-Lichtspielhaus in München.
Im Jahr 1982 wurde ein Teil des Rivoli-Kino-Centers an der Goethestraße abgerissen.